# Nicholas de Lange
Nicholas Robert Michael de Lange, vaak ook aangeduid als N. de Lange (Nottingham, 7 augustus 1944) is een Britse rabbijn, taal- en geschiedkundige alsmede vertaler.
Hij studeerde aan de Universiteit van Oxford waar hij diverse academische graden verwierf. Heden ten dage doceert hij aan de Universiteit van Cambridge Hebreeuws en judaïstiek.
Hij heeft diverse boeken over het jodendom op zijn naam staan waarbij hij dikwijls ingaat op het verleden van het jodendom maar ook aandacht schenkt aan problemen waar het hedendaagse jodendom mee te maken heeft. Ook houdt hij zich bezig met de relatie tussen jodendom en christendom.
Zijn "Atlas of the Jewish World" is onder de titel "Atlas van de joodse Wereld" in het Nederlands uitgegeven.
De Lange heeft verder diverse literaire boeken van de Israëlische schrijver Amos Oz vertaald.

## Werken
- Atlas of the Jewish World, 1984, vertaling: Atlas van de joodse wereld, 1986, 240 blz., Elsevier - Amsterdam, ISBN 9010057216
- Judaism, 1986, 156 blz., Oxford University Press - Oxford, ISBN 0192191985
- The illustrated history of the Jewish people, 1997, 434 blz., Key Porter Books - Toronto, ISBN 1550139282

- Bibsys: 90287045
- Biblioteca Nacional de España: XX962574
- Bibliothèque nationale de France: cb12197420w (data)
- CiNii: DA0096902X
- Gemeinsame Normdatei: 123650461
- International Standard Name Identifier: 0000 0001 0922 1086
- Library of Congress Control Number: n84002295
- Nationale Bibliotheek van Letland: 000287581
- Bibliotheek van het Japanse parlement: 00512816
- Nationale Bibliotheek van Tsjechië: jn19981000603
- Nationale bibliotheek van Australië: 36050599
- Nationale Bibliotheek van Israël: 987007499094505171
- Nationale en Universitaire bibliotheek Zagreb: 000026613
- Nederlandse Thesaurus van Auteursnamen: 071160388
- ORCID: 0000-0001-5251-1003
- Réseau des bibliothèques de Suisse occidentale: 02-A000048041
- LIBRIS: 48483
- SNAC: w6348pz0
- Système universitaire de documentation: 030589223
- Virtual International Authority File: 86435604
- WorldCat: E39PBJghjDFGXg8r8wb83d6h73